# Élixir du révérend Père Gaucher

Logo élixir.

L'Élixir du révérend Père Gaucher, dit encore « Liqueur Frigolet », est une liqueur élaborée initialement à l'abbaye Saint-Michel de Frigolet par les prémontrés ou pères blancs.

## Préparation

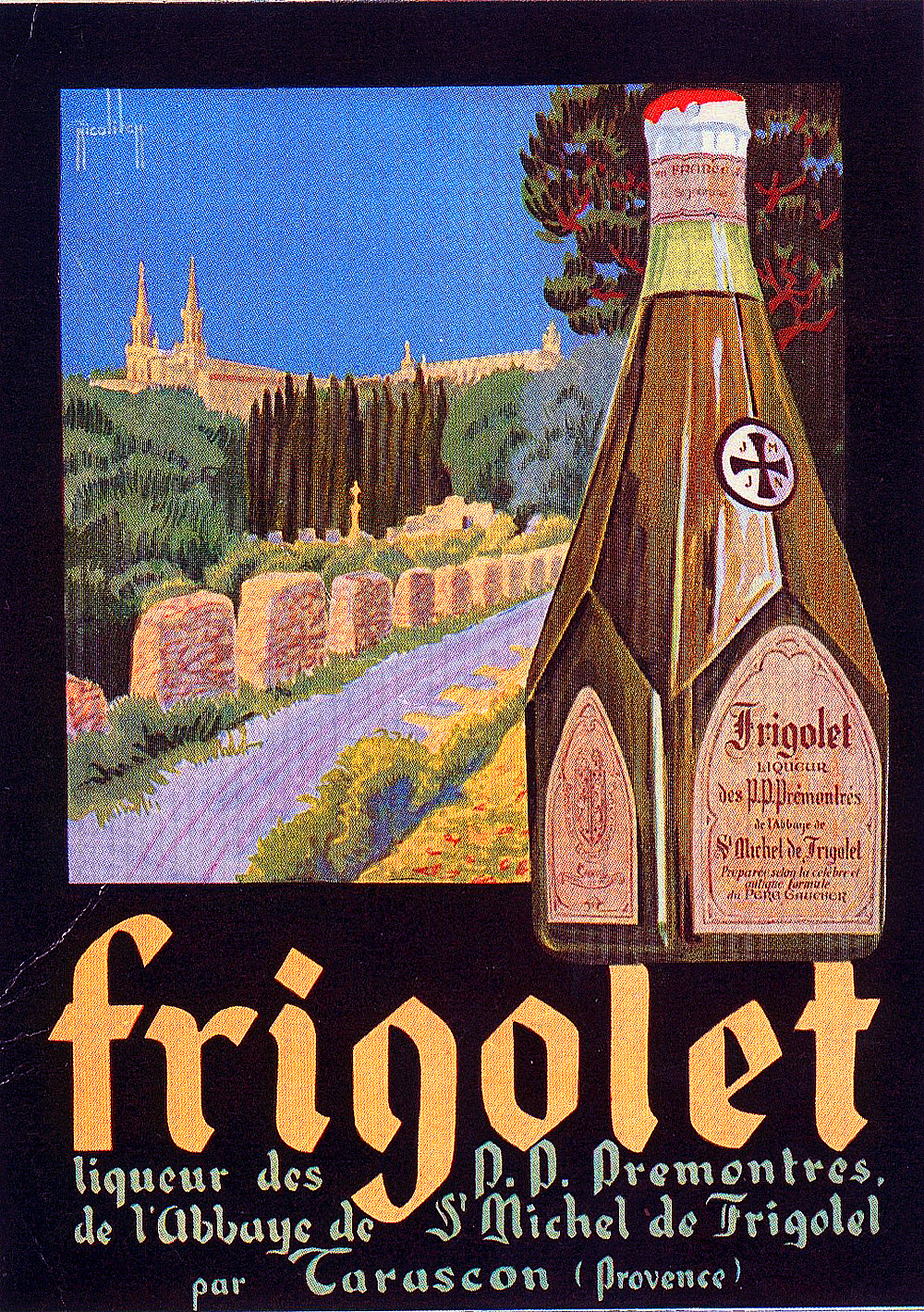
Élixir du révérend Père Gaucher

Cet élixir est fait à base de miel et d'extraits de différentes plantes cueillies dans la Montagnette dont le thym et le romarin.

## Historique
Peu après 1858 les Prémontrés de Frigolet se lancèrent dans la production de vin et l'élaboration de liqueurs. La première fut la Norbertine mise au point par le frère Callixte Gastinel. Elle fut mise sur le marché en 1860.
C'est le véritable élixir rendu célèbre par le conte d'Alphonse Daudet, écrit en 1866. C’est la plus ancienne liqueur de l'abbaye mise au point sous l'abbatiat du Père Edmond Boulbon, fondateur des Prémontrés à Frigolet. Une première expulsion en 1880, contraignit les moines à vendre son brevet d'exploitation à la distillerie Inisan de Châteaurenard qui en assure la fabrication et la commercialisation depuis 1883. Cette liqueur titre 40° et il en est produit 600 hectolitres par an.

## Source
- Lettres de mon moulin d'Alphonse Daudet.